# Über den Umgang mit Menschen

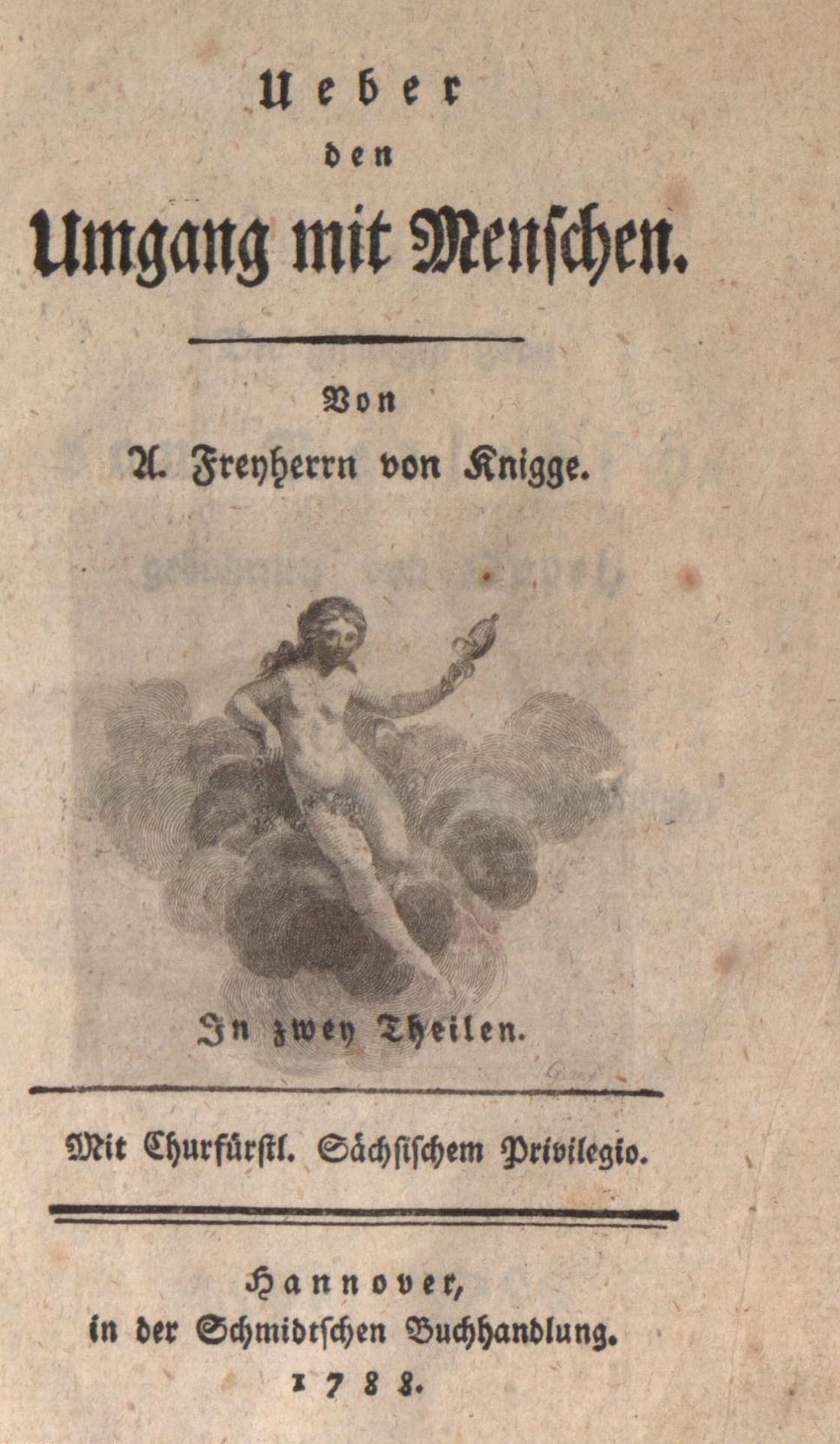
Titelblatt der 1. Ausgabe

Über den Umgang mit Menschen ist das bekannteste Werk des deutschen Schriftstellers Adolph Freiherr Knigge (1752–1796). Es erschien erstmals im Jahre 1788. Das Buch beschäftigt sich mit „guten Umgangsformen“, was hier nicht mit der Etikette gleichzusetzen ist. Es wurde vielfach übersetzt.

## Auflagengeschichte
1788 erschien Knigges Sammlung von Umgangsregeln: Über den Umgang mit Menschen, häufig kurz „der Knigge“ genannt, in der ersten Auflage. Im selben Jahr erschien eine zweite Auflage. Die dritte, vierte und fünfte Auflage erschienen in den Jahren 1790, 1792 bzw. 1796.
Das Buch Über den Umgang mit Menschen war schon zu Knigges Lebenszeit ein Erfolg. Nach seinem Tod wurde sein Buch wiederholt von Herausgebern umgeschrieben und in neuer Gestalt publiziert. Im Laufe der Zeit wurde es so immer mehr zu einer „Anstandsfibel“, einer Einführung in Anstandsregeln; der „moderne Knigge“ war geboren. So steht heutzutage der Name „Knigge“ in Deutschland für Benimmratgeber, und der Ausdruck „Knigge“ bedeutet zumeist so viel wie „gute Manieren“ oder auch „gutes Benehmen“, was viele als Übernehmen höfischen Benehmens verstanden. Doch dieser Gebrauch beruht weitgehend auf einem Irrtum.

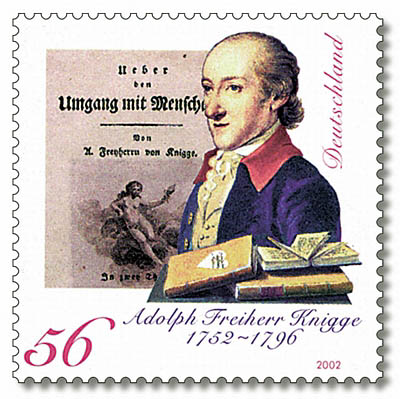
Deutsche Sonderbriefmarke von 2002 mit Titelseite des Buches im Hintergrund

2017 erschien in Zürich ein Original-Knigge in modernem Deutsch.

## Inhalt
Im Gegensatz zur heutigen landläufigen Meinung handelt es sich bei dem Buch keineswegs um ein Benimmbuch mit Ratschlägen zu Fragen wie, welche Gabel mit welchem Messer zu welchem Essen verwendet werden darf. Das Buch ist vielmehr eine einsichtsreiche und eine von den Idealen der Aufklärung geprägte Sammlung von „Umgangsregeln“. Im Vorwort definiert Knigge „Umgangsregeln“, wie folgt:

„Wenn die Regeln des Umgangs nicht bloß Vorschriften einer konventionellen Höflichkeit oder gar einer gefährlichen Politik sein sollen, so müssen sie auf die Lehren von den Pflichten gegründet sein, die wir allen Arten von Menschen schuldig sind, und wiederum von ihnen fordern können. – Das heißt: Ein System, dessen Grundpfeiler Moral und Weltklugheit sind, muss dabei zum Grunde liegen.“

Etikette, bei der die Umgangsformen nur um der offiziellen Förmlichkeit willen dargeboten werden, war nicht Knigges Beschäftigungsfeld.
Knigge will mit seinem Buch Menschen, die in diesem Geiste handeln, in ihrem Wirken unterstützen, was er wie folgt in der Einleitung zum ersten Teil beschreibt:

„[W]enn ich sage, daß oft auch die weisesten und klügsten Menschen in aller Welt, im Umgange und in Erlangung äußerer Achtung, bürgerlicher und andrer Vorteile ihres Zwecks verfehlen, ihr Glück nicht machen, […] meine Bemerkung trifft Personen, die wahrlich allen guten Willen und treue Rechtschaffenheit mit mannigfaltigen, recht vorzüglichen Eigenschaften und dem eifrigen Bestreben, in der Welt fortzukommen, eigenes und fremdes Glück zu bauen, verbinden, und die dennoch mit diesem allen verkannt, übersehn werden, zu gar nichts gelangen. […] Was ist es, das diesen fehlt und andre haben […]? – […] Kunst des Umgangs mit Menschen – […] Der, welchen nicht die Natur schon mit dieser glücklichen Anlage hat geboren werden lassen, erwerbe sich Studium der Menschen, eine gewisse Geschmeidigkeit, Geselligkeit, Nachgiebigkeit, Duldung, zu rechter Zeit Verleugnung, Gewalt über heftige Leidenschaften, Wachsamkeit auf sich selber und Heiterkeit des immer gleich gestimmten Gemüths; und er wird sich jene Kunst zu eigen machen; doch hüte man sich, dieselbe zu verwechseln mit der schändlichen, niedrigen Gefälligkeit des verworfenen Sklaven, der sich von jedem mißbrauchen läßt, sich jedem preisgibt; um eine Mahlzeit zu gewinnen, dem Schurken huldigt, und um eine Bedienung zu erhalten, zum Unrechte schweigt, zum Betruge die Hände bietet und die Dummheit vergöttert! […] so will ich nicht etwa ein Complimentir-Buch schreiben.“

Womit er sich also auch weniger im Stil eines modernen Karriereratgebers äußert.
Über den Umgang mit Menschen behandelt soziologische und sozialpsychologische Fragen zu einer Zeit, als es Soziologie oder Sozialpsychologie als wissenschaftliche Disziplinen noch gar nicht gab. Das Buch ist über allgemeine Geschichte und Literaturgeschichte hinaus auch bedeutsam in den Bereichen Sozialphilosophie, Pädagogik und Journalistik.

## Aufbau
Über den Umgang mit Menschen besteht aus 26 Kapiteln in drei Teilen, die jeweils mit einer gesonderten „Einleitung“ beginnen. Die drei Kapitel des ersten Teils können als Einführung betrachtet werden, es handelt sich um „Allgemeine Bemerkungen und Vorschriften über den Umgang mit Menschen“, „Über den Umgang mit sich selbst“ sowie „mit Leuten von verschiedenen Gemütsarten, Temperamenten und Stimmungen des Geistes und Herzens“. Die zwölf Kapitel des zweiten Teils erweitern den Horizont unter anderem auf „den Umgang mit Geistlichen“, „Eltern, Kindern und Blutsverwandten“, „Eheleuten“, „Verliebten“, „Hauswirten, Nachbarn“. Abgeschlossen wird das Werk mit Anmerkungen „über die Art, mit Tieren umzugehen“ und „über das Verhältnis zwischen Schriftsteller und Leser“.

## Index-Verfahren um 1820
Die italienische Übersetzung wurde, weil Knigge für einen gefährlichen Aufklärer gehalten wurde, ungefähr 1820 bei der vatikanischen Indexkongregation angezeigt. Es drohte der Eintrag in den Index der verbotenen Bücher. Im eingeleiteten Vorverfahren erstellten zwei Konsultatoren jeweils ein Gutachten. Einer der Konsultatoren sprach sich gegen ein Verbot aus, der andere dafür. Der zuständige Sekretär des Index entschied auf Grundlage der Gutachten jedoch gegen ein „eigentliches Zensurverfahren“. Eine Indizierung der italienischen Knigge-Ausgabe hätte eine Indizierung aller Übersetzungen, auch des deutschen Originals, zur Folge gehabt.

## Deutsche Ausgaben
- Ueber den Umgang mit Menschen. In zwey Theilen. Schmidtsche Buchhandlung, Hannover 1788, OCLC 470314083.
  - Erster Theil (Digitalisat und Volltext im Deutschen Textarchiv).
  - Zweyter Theil (Digitalisat und Volltext im Deutschen Textarchiv).
- Friedrich Philipp Wilmsen (Hrsg.): Ueber den Umgang mit Menschen. In drei Theilen. 9. durchgesehene und vermehrte Auflage. Gebrüder Hahn, Hannover 1818, OCLC 473670052.
  - Erster Theil (Digitalisat der Bayerischen Staatsbibliothek)
  - Zweiter Theil (Digitalisat der Bayerischen Staatsbibliothek)
  - Dritter Theil (Digitalisat der Bayerischen Staatsbibliothek)
- Gert Ueding (Hrsg.): Über den Umgang mit Menschen. Nachdruck der 3., erweiterten Auflage 1790 (= Insel-Taschenbuch. Nr. 273). 13. Auflage. Insel Verlag, Frankfurt am Main 1995, ISBN 3-15-019278-1.
- Karl-Heinz Göttert (Hrsg.): Über den Umgang mit Menschen. Eine Auswahl (= Reclams Universal-Bibliothek. Nr. 19278). Reclam-Verlag, Stuttgart 2015, ISBN 978-3-15-019278-8.
- Felix Goda: Der Original-Knigge in modernem Deutsch. Über den Umgang mit Menschen, erster Teil. 5. Auflage. Persephone Verlag, Zürich 2018, ISBN 978-3-9524729-2-7.
- Marion Poschmann (Hrsg.): Über den Umgang mit Menschen. Eine Auswahl. Nachwort von Marion Poschmann, illustriert von Irmela Schautz (= Insel-Bücherei. Nr. 1416). 5. Auflage. Insel Verlag, Berlin 2023, ISBN 978-3-458-19416-3.